# Бермуди на Светском првенству у атлетици на отвореном 2023.
Бермуди су учествовали на 19. Светском првенству у атлетици на отвореном 2023. одржаном у Будимпешти од 19. до 27. августа шеснаести пут. Репрезентацију Бермуда представљао је 1 такмичар који се такмичио у троскоку.,
На овом првенству такмичар Бермуда није освојио ниједну медаљу нити је остварио неки резултат.

## Учесници
Мушкарци: 
- Jah-Nhai Perinchief — Троскок

## Резултати

### Мушкарци
| Атлетичар           | Дисциплина | Лични рекорд | Квалификације      | Квалификације      | Полуфинале | Полуфинале | Финале               | Финале               | Детаљи |
| Атлетичар           | Дисциплина | Лични рекорд | Резултат           | Место              | Резултат   | Место      | Резултат             | Место                | Детаљи |
| ------------------- | ---------- | ------------ | ------------------ | ------------------ | ---------- | ---------- | -------------------- | -------------------- | ------ |
| Jah-Nhai Perinchief | Троскок    | 17,03        | Без исправог скока | Без исправог скока |            |            | Није се квалификовао | Није се квалификовао |        |